# 加藤正幸
加藤正幸（日语：／ Katō Masayuki，1946年8月19日—2024年12月15日），是日本遊戲開發商日本Falcom創辦會長。曾經在日野汽車公司擔任系統工程師。1981年3月9日，他成立了日本Falcom公司，同年7月，成為蘋果電腦公司的銷售機構代理商。1982年，Falcom開始生產和銷售電腦遊戲軟體。

## 外部連結
- 加藤正幸的Facebook專頁
- 加藤正幸的Instagram帳戶